# Pretpovijest Izraela i Palestine
Područje Izraela i Palestine obuhvaća prostor od brda Hermon na sjeveru, do juga pustinje Negev, gdje ona dotiče Akapski zaljev, te od obale Sredozemnog mora na zapadu, do doline Jordana na istoku. Nemoguće je naći jedinstveno ime koje bi za ovo područje vrijedilo kroz sva povijesna razdoblja (vidi raspravu na početku članka Povijest Izraela i Palestine).
Razdoblje pretpovijesti na ovom prostoru obuhvaća tri doba: paleolitik, neolitik i kalkolitik, a njihova se točna vremenska identifikacija donekle razlikuje u odnosu na odgovarajuća doba u Europi. Brončano doba predstavlja već uvod u pravu povijest s prvim pisanim ostacima na ovom području.

## Paleolitik
Paleolitiku (starije kameno doba, do 7. tisućljeća pr. Kr.) pripadaju najstariji nalazi hominidne prisutnosti u ovim krajevima, a nađeni su prilikom arheoloških istraživanja u mjestu Ubeidiya, u središnjem dijelu doline Jordana. Obrađeni kamen, kao glavni znak naseljenosti u tom mjestu, star je između 1,4 i 1 milijuna godina. U spiljama brda Karmel nađeni su ostaci homo erectusa ili prvotnoga homo sapiensa. Riječ je ponajprije o lubanji iz spilje Zuttiyeh.
U razdoblje između 13. i 10. tis. pr. Kr. datiran je kostur 30-35 godina stare žene u grobnici na istočnoj obali Genezaretskog jezera. Nakon 10. tis. pr. Kr. razvila se tzv. natufijanska kultura u pojasu u kojem sredozemna obala graniči s gorjem. Grobnice iz tog doba svjedoče o društvenoj diferencijaciji, a sadrže nakit izrađen od kostiju, kamena i školjaka. Kuće su građene od neobrađenog kamena i pokrivane organskim materijalom čiji se ostaci nisu sačuvali. Za hranu su služile samonikle žitarice (neki stručnjaci misle da su ih već počeli i uzgajati), a bavili su se i lovom. U prilog teoriji o prelasku iz nomadskog u sjedilački način života svjedoče i tragovi prisutnosti kućnih miševa i vrabaca na nekim natufijanskim mjestima. Natufijanci su, prema nađenim kosturima, bili visoki 153-160 cm, a živjeli su 32-35 godina.

## Neolitik
Razdoblje neolitika (mlađe kameno doba) označeno je sve prisutnijim sjedilačkim načinom života i većom ulogom žitarica u prehrani. Na ovom su području u 7. i 6. tis. pr. Kr. nomadski i sjedilački način života još bili istovremeno prisutni.
Predkeramičke neolitičke kulture osobito su zastupljene u Jerihonu, u arheološkom nalazištu imenom Tel es-Sultan. Iz toga je razdoblja pronađen zid i 8,5 m visoki okrugli toranj izgrađen od kamena i obložen blatom, unutar kojega se nalazi stubište s 22 stepenice. Usto, tu su i druge građevine načinjene od nepečene opeke.
Keramički neolitik svoje prve predstavnike nalazi u kulturi Jarmuka, a naselja iz toga doba prostiru se dolinom Jordana i sredozemnom obalom. Uporaba keramike pristigla je u ove krajeve sa sjevera, a ovdašnji su oblici keramičkih posuda jednostavniji i siromašniji. Uz posude, izrađivani su i minijaturni ženski likovi, vjerojatno povezani s kultom plodnosti. Pojavljuju se i prvi hramovi, osobito u pustinjskim područjima.

## Kalkolitik
Razdoblje kalkolitika (bakreno doba, 5000. – 3500. pr. Kr.) obilježeno je uspostavom tipične mediteranske društveno-ekonomske strukture utemeljene na malim zajednicama, koje su uzgajale žitarice, voće i povrće, držale koze i ovce, nešto krupne stoke, te svinje.
Kuće su ili četverokutne ili okrugle, izgrađene na kamenim temeljima. Glavna nalazišta vezana uz obradu metala smještena su u spilji Mišmar u Judejskoj pustinji, te u Timni u pustinji Negev.
Iz toga je doba osobito značajan hram nađen na području En Gedija, uz zapadnu obalu Mrtvog mora, a s njim u vezi i niz vjerojatno ritualnih predmeta izrađenih od bakra, nađenih u blizini hrama. Sam hram odlikuje se tipičnim kalkolitičkim tlocrtom svetišta s ulazom u dužoj strani, preko puta kojega se nalazilo mjesto božanstva (ili božanstava) prikazanog uspravljenim duguljastim kamenom. Ispred hrama nalazilo se ograđeno dvorište s okruglim oltarom.

### Mlađi kalkolitik
Doba mlađeg kalkolitika (oko 3800. – 3400. pr. Kr.) predstavlja uvod u brončano doba, a u njemu se osobito ističu kulture u okolici Mrtvog mora (Tuleilat al-Ghassul, Nahal Hever), s naprednim načinom obrade kamena i izrade keramike, izradom tkanine i košara, te uporabom bakra. Slikarije u Nahal Heveru prikazuju prizore iz lovačkog života.
Kulture mlađeg kalkolitika prisutne su i uz sredozemnu obalu, u okolici Tel Aviva, te na području Golana, gdje su nađena brojna pastirska nomadska i sjedilačka naselja, od kojih su ova posljednja obilježena širokim a kratkim nastambama (tzv. broadroom), te osobitim bazaltnim antropomorfnim i zoomorfnim figurama.
Sve je prisutnija društvena stratifikacija, a na području Egipta i Mezopotamije nastupa kasno preddinastičko razdoblje s monumentalnom umjetnošću i arhitekturom, pa čak i počecima pismenosti.

## Brončano doba
Kao relativno uski pojas uz sredozemnu obalu, područje Izraela, odnosno Palestine, koje je nalikovalo prolazu između Egipta i Mezopotamije, bilo je izrazito nestabilno, kako u gospodarskom, tako i u političkom smislu.
Ovo se razdoblje u bliskoistočnoj arheologiji obično dijeli na starije brončano doba I-IV, te srednje i mlađe brončano doba.

### Starije brončano doba I-IV
Kroz starije brončano doba (oko 3400. – 2000. pr. Kr.), podijeljeno u četiri susljedna razdoblja, događa se prijelaz u urbano razdoblje, te se pojavljuju prvi gradovi, koji se definiraju kao naselja ograđena zidinama. Osobito se starije brončano doba II (oko 3100. – 2650. pr. Kr.) ističe kao prvo urbano razdoblje u ovom području. Unutar gradova razvija se složeni društveni ustroj sa stabilnim sustavom uzdržavanja, što se očituje u poljoprivredi, obrtu, trgovini. Uprava je centralizirana unutar grada-države, a pismenost još uvijek nije dobro posvjedočena, čime ovaj prostor zaostaje za Egiptom i Mezopotamijom.
Primjer urbane gradnje ranijeg brončanog doba vidljiv je na nalazištu Tel Arad s njegovim zidinama, nastambama, hramom i upravnom palačom.
Kraj starijeg brončanog doba II-III (oko 2650. – 2400. pr. Kr.) obilježeno je propašću urbanih naselja, što se objašnjava mogućim klimatskim promjenama, prodiranjem pustinje, prenapućenošću, neučinkovitom gradskom upravom, te padom trgovine u vrijeme “prvog prijelaznog razdoblja” u Egiptu (6. – 11. dinastija).
Stoga se u starijem brončanom dobu IV (oko 2400. – 2000. pr. Kr.) na ovom prostoru nalaze samo manja raspršena naselja u dolini Jordana i pustinji Negev, dok stariji gradovi ostaju napušteni.

### Srednje brončano doba
Sa srednjim bronačnim dobom (oko 2000. – 1500. pr. Kr.) na području Izraela i Palestine prestaje pretpovijest, a počinje vrijeme u kojem ovo područje naseljavaju Kanaanci. U ovom su razdoblju ponovno naseljena gotovo sva stara urbana središta i nastaju nova. Bogati su ostaci keramike koja se počinje izrađivati uz pomoć lončarskog kola, a često je i oslikana. Glavna su nalazišta za prvih dvjesto godina ovoga razdoblja Tel Afek, Tel Dan, Bet Šean, Šekem i Gezer.
Primjeri kanaanske keramike
U sljedećih dvjesto godina dodatno su se razvili visoko urbanizirani gradovi-države, gotovo svi utvrđeni zidinama. Uz gornja nalazišta, ovdje valja dodati Jeruzalem, Jerihon, Tel Zeror i Tel Poleg. Raste utjecaj Egipta, o čemu svjedoči veliki broj nađenih skarabeja i alabastrona. Usto, sve je više prisutna i ciparska keramika.
Završno razdoblje srednjeg brončanog doba (oko 1800. – 1500. pr. Kr.) predstavlja vrhunac urbanog razvoja ovog područja, a istodobno je s “drugim prijelaznim razdobljem” i semitskom 15. dinastijom (tzv. Hiksi) u Egiptu. Pojavljuju se novi utvrđeni gradovi, a stari se šire. Za to su razdoblje tipične kose zidine (tzv. glaçis), često okružene suhim opkopima. Unutar gradova, ali i manjih naselja, nađeni su hramovi, poput onoga u Megidu i Šekemu. Pismenost je sada prisutnija i u ovim krajevima. Nađeni su primjeri protosinajskog pisma (u Gezeru), kao i fragmentarne pločice s klinopisom (u Hazoru, Megidu, Gezeru i Hebronu). Kraj ovog razdoblja obilježen je znakovima razaranja u gotovo svim nalazištima, što je vjerojatno povezano s izgonom Hiksa iz Egipta (oko 1540. – 1480. pr. Kr.).

### Mlađe brončano doba
Mlađe bronačno doba (oko 1500. – 1200. pr. Kr.) ne donosi veću obnovu nakon prethodnoga razaranja. Egipatski je utjecaj na svojem vrhuncu, o čemu svjedoče brojne građevine i natpisi. Osobito su značajna pisma iz El Amarne, koja ocrtavaju društveno-političku situaciju tadašnjega Kanaana. Kanaanski gradovi-države u vazalskom su položaju prema Egiptu, a sam Egipat drži svoje postaje na važnijim putovima prema Siriji i Mezopotamiji.
Kraj ovoga razdoblja svjedoči o još jednom razaranju, osobito uz sredozemnu obalu, što se dovodi u vezu s prodorom “Narodâ s mora” (tako nazvani u egipatskim izvorima), među kojima i Filistejaca. Prethodna teorija po kojoj ovo razaranje valja povezati s dolaskom Izraelaca, danas je općenito napuštena. Neki gradovi ostaju netaknuti, poput Megida, Bet Šeana, Šekema i Gezera.

## Poveznice
Vidi također Povijest Izraela i Palestine, počevši od željeznog doba.